# Hepatomegalija
Hepatomegalija je patološko uvećanje jetre, koje može biti urođeno (i najčešće je posledica urođenog genetskog defekta), ili stečeno (najčešće kao posledica stagnacije krvi, ciroze jetre, raka, amiloidoze, hidatidnih cisti, bruceloze, amebijaze i sličnih oboljenja).
Uvećanje jetre koje se u nekim slučajevima može javiti zajedno sa bolom lokalizovanim na desnoj strani trbuha (u neposrednoj blizini jetre), na palpataciju izaziva veoma jak bol i neprijatan osećaj koji doprinosi pogoršanju bola. Pored kliničke slike osnovne bolesti, koje je izazvalo uvećanje jetre, jedan od glavnih simptoma hepatomegalije je pored uvećanja trbuha i neprirodna žućkasta prebojenost kože (žutica).

## Etiopatogeneza
Imajući u vidu da je jetra uključena u mnoge funkcije organizma. i često nosi naziv „laboratorija života” , ona je pod uticajem mnogih stanja koja mogu izazvati hepatomegaliju, uključujući sledeće činioce:

### Infektivni
- Infektivna mononukleoza[11]
- Hepatitis (A, B i C)[12]
- Absces jetre (gnojni absces)[11]
- Malarija[11]
- Amebijaza i [13]
- Hidatidna cista[14]
- Leptospiroza[15]
- Aktinomikoza[16]

### Tumori i infiltrativne bolesti
- Sekundarni (metastatski karcinom).
- Primarni tumor jetre - npr. hepatocelularni.
- Limfom.
- Granulomatozni hepatitis.
- Amiloidoza.
- Sarkoidoza.

### Hematološki poremećaji
- Talasemija
- Bolest srpastih ćelija.
- Hemolitička anemija.
- Mijelom
- Leukemija

### Metabolički
- Hemohromatoza[11]
- Poremećaj deponovanja holesterola[17]
- Porfirija[11]
- Vilsonova bolest[11]
- Niman Pikova bolest[12]
- Nealkoholna masna bolest jetre.[11]
- Bolesti skladištenja glikogena (GSD)[12]
- Masna jetra povezana sa šećernom bolešću.

### Lekovi (i alkohol)
- Alkoholna bolest jetre: akutni alkoholni hepatitis i alkoholna masna jetra.[12]
- Hepatitis izazvan lekovima - npr. statinima, makrolidima, amiodaronom, paracetamolom (ukazuje na značajno oštećenje).[11]

### Kongenitalni
- Hemolička anemia[11]
- Policistična bolest jetre[11]
- Bolest srpastih ćelija[11]
- Hereditarna intolerancija fruktozu[12]

### Kongestivni
- Desni ventrikularni otkaz srca.
- Kongestivna srčana insuficijencija (CCF).
- Konstriktivni perikarditis
- Budd-Chiari sindrom.

### Autoimuni
- Autoimuna bolest jetre

### Bilijarni
- Primarna bilijarna ciroza.[11]
- Primarni sklerozirajuči holangitis.[11]

### Ostalo
- Hanterov sindrom (Spleen affected)[18]
- Zelvegerov sindrom

## Klinička slika
U najčešče kliničke znake hepatomegalije spadaju:
- bol u desnom, gornjem delu stomaka
- bolovi u mišićima
- mučnina
- žutica
- oticanje trbuha i nadutost
- krvarenje desni
- krvava stolica ili stolica boje gline
- proliv.[19]

Postojeje i relativno retki simptomi kao šti su :
- svrab,
- opadanje dlaka sa tela,
- neredovna menstruacija,
- crveni dlanovi i crvene lezije na koži.

Hepatomegalija izazvana masnom jetrom, može biti i asimptomatska, ili se ponekad javljaju ovi znaci bolesti:
- zamor i opšta slabost,
- blagi bol u stomaku,
- gubitak telesne težine — pošto suvišna masnoća izaziva upalu, apetit slabi i to dovodi do gubitka telesne težine i opšte slabosti.[19]

## Dijagnoza
U praksi, procena hepatomegalije je često subjektivna, i zato se pored anamneze i kliničkog pregleda mora da zasniva i na laboratorijskim i radiološkim metodama.  
Radiografske karakteristike veličine hepatomegalije
Procena veličine jetre se obično radi na ultrazvuku ili CT-u, iako hepatomegalija može biti vidljiva na abdominalnoj radiografiji. Za odraslu jetru osnovne radiografske karakteristike su:
- jetra se pruža do srednje klavikularne linija i prosečno iznosi 10-12,5 cm u dužini kraniokaudalno.[20]
- jetra koja je duža od 15,5-16 cm u središnjoj medioklavikularnoj liniji (MCL) smatra se uvećanom
- prosečni poprečni promer jetre je 20-23 cm na nivou gornjeg pola desnog bubrega.[20]

Radiološki nalazi koji podržavaju hepatomegaliju uključuju:
- produžetak desnog režnja jetre ispod donjeg pola desnog bubrega.
- zaokruživanje donje granice jetre.[22]

## Terapija
Lečenje hepatomegalije zavisi od uzroka koji je doveo do povećanja jetre, pa je precizna dijagnoza primarna briga svakog terapeuta. 
U slučaju autoimunih bolesti jetre, u terapiji se može primeniti prednizon i azatioprin. 
U slučaju limfoma, opcije lečenja uključuju hemoterapiju sa jednim agensom (ili multi-agensnu terapiju) i regionalnu radioterapiju, a operacija može biti opcija u specifičnim situacijama.
Meningokokna konjugirana vakcina grupe C se takođe koristi u nekim slučajevima.
U primarnoj bilijarnoj cirozi ursodeoksiholna kiselina pomaže krvotoku da ukloni žuč, čija količina se može povećati kod pojedinih obolelih.

## Literatura
- Dähnert, W. (2011). Radiology Review Manual. ISBN 978-1-60913-943-8.
- Wolfgang Dähnert (2011). Radiology Review Manual. ISBN 978-1-60913-943-8.

## Spoljašnje veze
- Merck Manual: Hepatomegaly (језик: енглески)

|  | Molimo Vas, obratite pažnju na važno upozorenje u vezi sa temama iz oblasti medicine (zdravlja). |